# Henry Debosnys

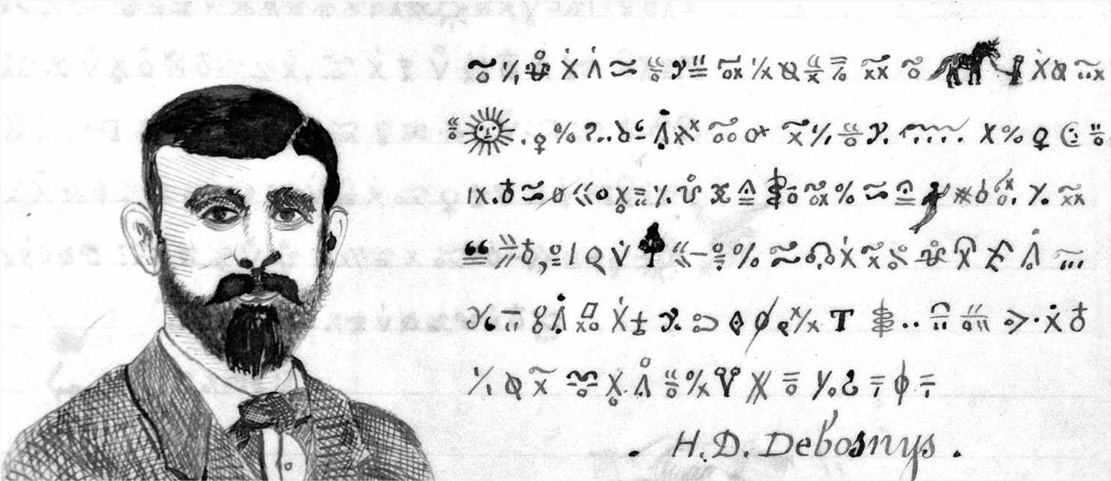
Porträt mit Piktogramm

Henry D. Debosnys (geboren 1836 in Portugal; gestorben 28. April 1883 im Essex County, New York) war ein wegen Mordes verurteilter und hingerichteter US-Amerikaner.
Debosnys war nach eigenen Angaben französischer Herkunft und stammte aus Portugal. Er kam im Frühjahr 1882 aus Philadelphia per Schiff nach Essex, New York. Dort lernte er die Witwe Elizabeth Wells kennen, die er schon nach mehreren Wochen heiratete. Zwei Monate später fand man seine tote Frau mit zwei Schusswunden und mit durchgeschnittener Kehle. Er wurde des Mordes beschuldigt, was er bestritt. Sein Name sei nicht echt, aber seinen wahren Namen wolle er nicht preisgeben. Es war die dritte Ehe. Seine erste Frau sei ertrunken, seine zweite Frau an Unterernährung gestorben. Debosnys wurde 1883 durch Erhängen hingerichtet. Seine Gebeine wurden für anatomische Zwecke in einer Schule verwendet; sein Schädel ist heute noch erhalten. Debosnys sprach unter anderem Latein und Griechisch. Von Debosny sind mehrere Schriftstücke überliefert, die chiffrierte Nachrichten enthalten. Die Piktogramme sind bisher nicht entschlüsselt worden.